# Финал Кубка Италии по футболу 1962

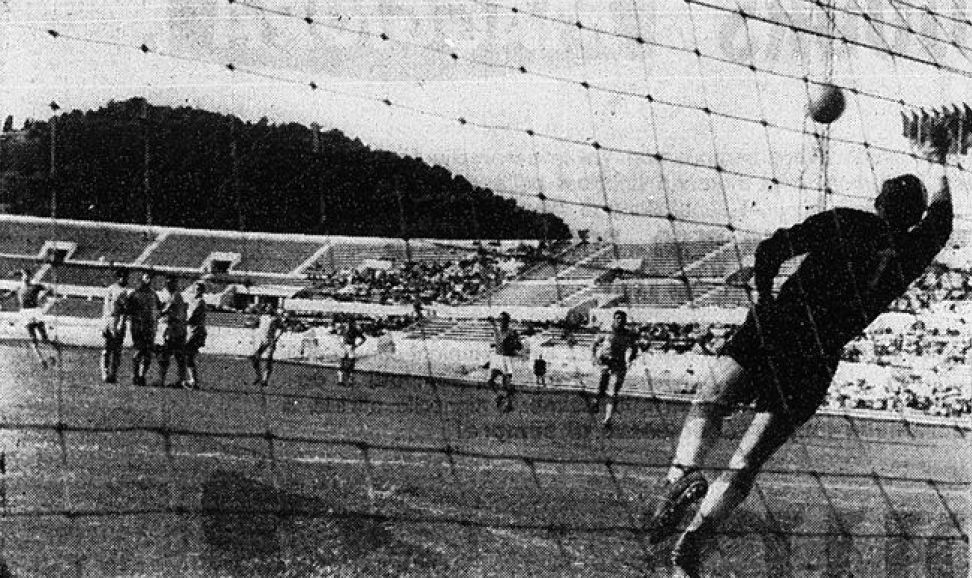
Игрок "Наполи" Джанни Корелли открывает счет в матче

Финал Кубка Италии по футболу 1962 — финальный матч 15-го розыгрыша Кубка Италии, прошедший на «Олимпийском стадионе» в Риме 21 июня 1962 года между клубами «Наполи» и СПАЛ.

## Путь к финалу
СПАЛ на пути к трофею сумел обыграть «Новару» (3:1), «Виченцу» (2:1) и «Эллас Верону» (основное время — 2:2, 6: 5 по пен.), а в полуфинале победил «Ювентус» со счётом 4:1.
«Наполи» по пенальти победил «Алессандрию» и «Сампдорию» с одинаковым результатом 7:6. Также неаполитанцы обыграли «Торино» (2:0), «Рому» (1:0) и «Мантову» (2:1).

## Ход матча
Встреча состоялась 21 июня 1962 года на «Олимпийском стадионе» в Риме. Судьёй матча был назначен Пьетро Бонетто. Матч окончился со счётом 2:1 в пользу «Наполи». Счёт в игре был открыт на 12-й минуте игроком неаполитанцев Джанни Корелли. На 70-й минуте игры второй гол «Наполи» забил Пьерлуиджи Ронзон. Фабио Торчини сумел отыграть один гол на 86-минуте.
Единственный гол за СПАЛ в матче смог забить полузащитник Данте Микели. Победа в этой игре позволила «Наполи» завоевать первый в истории команды Кубок Италии.